# Bacini della Carolina

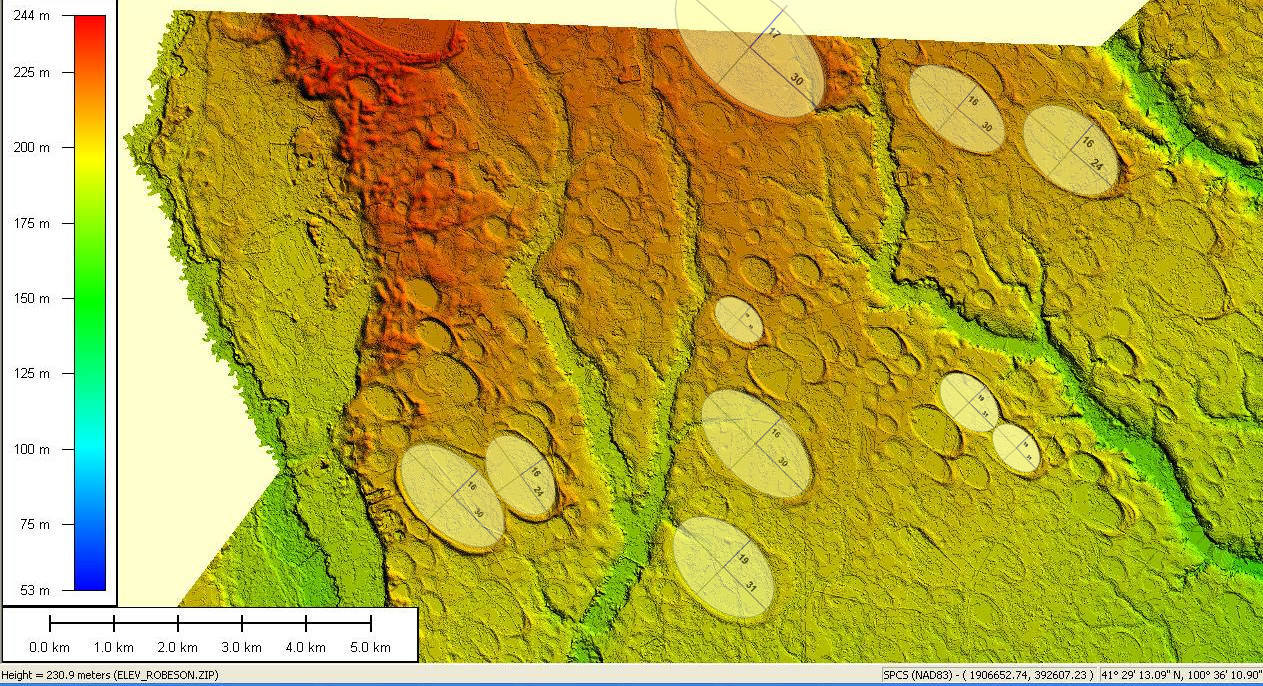
Immagine LIDAR dei bacini della Carolina. Le ellissi sovrapposte nei bacini della Carolina dimostrano che la geometria prototipica dei bacini è ellittica.

I bacini della Carolina, chiamati anche Carolina Bays, sono depressioni ellittiche a circolare che si verificano nel terreno sabbioso vicino alla falda freatica lungo la costa atlantica degli Stati Uniti dal New Jersey al nord della Florida. La geometria ellittica a circolare è una caratteristica di tutti i bacini indipendentemente dalla loro dimensione, anche se ci sono molti esempi di bacini modificati dall'erosione fluviale. I bacini della Carolina sono poco profondi e hanno bordi leggermente rialzati. La dimensione dei bacini varia da una sessantina di metri circa a diversi chilometri di lunghezza. I laghi di forma ovale o circolare e le depressioni paludose sono stati spesso classificati erroneamente come bacini della Carolina, sebbene manchino della precisa geometria ellittica, dei bordi rialzati e dell'allineamento radiale verso i Grandi Laghi.
Nella Carolina del Sud e Carolina del Nord, l'asse maggiore di molte delle Carolina Bays è orientato a nord-ovest, mentre in Delaware, Maryland e New Jersey l'asse maggiore di molte delle Carolina Bays è orientato a nord-est e alcune Carolina Bays in quest'area mostrano orientamenti casuali.

## Scoperta
I bacini della Carolina erano conosciuti nel XIX secolo come aree paludose con bordi sabbiosi. I bacini sono molto grandi ei loro bordi sono generalmente poco alti; ecco perché sono praticamente impercettibili se osservati da un punto di osservazione vicino alla superficie terrestre. L'introduzione della fotografia aerea negli anni 1930 ha mostrato che i bacini della Carolina erano depressioni ellittiche allineate all'incirca nella stessa direzione. La notevole regolarità geometrica dei Bacini della Carolina ha stimolato molte ipotesi contrastanti sulla loro origine. L'introduzione di LIDAR, una tecnologia di telerilevamento, ha notevolmente migliorato la visualizzazione dei bacini della Carolina lungo la costa atlantica.

## Caratteristiche
Nella Carolina del Sud e Carolina del Nord, l'asse maggiore di molte delle Carolina Bays è orientato a nord-ovest, mentre in Delaware, Maryland e New Jersey l'asse maggiore di molte delle Carolina Bays è orientato a nord-est e alcune Carolina Bays in quest'area mostrano orientamenti casuali. Le dimensioni dell'asse maggiore variano approssimativamente da 60 metri a 11 chilometri.
Nella Carolina del Sud e Carolina del Nord, i bacini della Carolina mostrano un orientamento nord-ovest-sud-est. Essi hanno una profondità massima di circa 15 metri e i grandi bacini tendono ad essere più profondi dei piccoli, ma la parte più profonda di qualsiasi bacino è generalmente a sud-est del bacino stesso. Molti di essi hanno bordi sabbiosi rialzati con il massimo sviluppo a sud-est. Le altezze dei bordi variano da 0 a 7 metri.
I bacini della Carolina spesso si sovrappongono ad altri bacini senza distruggere la morfologia di nessuna delle depressioni. Uno o più bacini piccoli possono essere completamente contenuti in un bacino più grande.
La stratigrafia al di sotto dei bacini non è distorta.
I bacini si trovano solo in sedimenti non consolidati. Non ci sono bacini nelle moderne pianure alluvionali o spiagge.
I Bacini della Carolina sono ugualmente conservati in terrazzi di diverse età e processi formativi; sono bacini sedimentari riempiti o parzialmente riempiti con limo di origine organica e inorganica. Alcune caratteristiche dell'ellisse sabbiosa sembrano essere antichi bacini completamente riempiti con sedimenti terrestri e materiali organici. I bacini hanno le stesse caratteristiche geometriche dei bacini della tempesta del Nebraska, ma i bacini del Nebraska sono orientati a nord-est-sud-ovest.

## Origine
Un recente lavoro dell'US Geological Survey ha interpretato le baie della Carolina come laghi termokarst relitti che sono stati modificati da processi eoliani e lacustri. I moderni laghi termokarst sono comuni oggi intorno a Barrow (Alaska) e gli assi lunghi di questi laghi sono obliqui rispetto alla direzione del vento prevalente. Questi laghi si sviluppano per disgelo del terreno ghiacciato, con successiva modifica da parte del vento e delle onde. Pertanto, l'interpretazione delle baie della Carolina come laghi termokarst relitti implica che un tempo il terreno ghiacciato si estendeva fino a sud fino alle baie della Carolina. Questa interpretazione è coerente con le date di luminescenza stimolate otticamente, che suggeriscono che le baie della Carolina sono caratteristiche relitte che si sono formate quando il clima era più freddo, più secco e più ventoso.
L'origine dei bacini della Carolina è stata vigorosamente dibattuta sin dalla sua scoperta. Una delle prime ipotesi di impatto per la formazione dei bacini della Carolina fu fatta da Melton e Schriever nel 1933 Questi autori suggerirono che una pioggia di meteoriti o la rottura di una cometa proveniente da nord-ovest avrebbe potuto creare i bacini con il loro peculiare allineamento. La mancanza di frammenti di meteoriti e di altri indicatori caratteristici di impatti extraterrestri costrinse i geologi a proporre che i Bacini della Carolina fossero stati formati da una complessa combinazione di meccanismi lacustri ed eolici. Spiegazioni aggiuntive per la formazione dei Bacini durante l'ultimo Da 70.000 a 100.000 anni includono la formazione di laghi di sabbia che vengono modificati nella direzione della massima velocità del vento, depressioni carsiche con bordi formati da sabbia portata dal vento, bacini creati da vortici d'acqua e bacini creati da erosione eolica. L'ipotesi dell'impatto del ghiaccio ha proposto che un impatto extraterrestre sulla calotta glaciale laurenziana abbia scagliato pezzi di ghiaccio in traiettorie balistiche e che gli impatti secondari dei pezzi di ghiaccio abbiano liquefatto il terreno e formato inclinato cavità coniche che sono state trasformate in bacini ellittici mediante rilassamento viscoelastico. Un modello sperimentale di impatti di scaglie di ghiaccio su terreno viscoso ha mostrato la formazione di cavità coniche inclinate, la loro trasformazione in bacini ellittici e la formazione di bacini sovrapposti quando gli impatti producono cavità coniche adiacenti.